# Vettor Pisani (sommergibile)
Il Vettor Pisani è stato un sommergibile della Regia Marina.

## Storia
Nel giugno 1929, appena entrato in servizio, costituì la V Squadriglia Sommergibili di Media Crociera di Napoli assieme ai tre gemelli.
L'anno seguente svolse un viaggio in Mediterraneo orientale, svolgendo attività di addestramento.
Cambiò poi base con La Spezia (1935) e Lero (1936), venendo assegnato alla II Squadriglia del VI Grupsom.
Prese clandestinamente parte alla guerra di Spagna con lo svolgimento di una singola missione, durante la quale lanciò infruttuosamente due siluri contro una nave.
Nel 1938 fu assegnato – insieme ai gemelli – alla XXXI Squadriglia del III Grupsom di Messina.
Allo scoppio della seconda guerra mondiale, al comando di Junio Valerio Borghese, svolse due sole missioni offensive, la prima negli ultimi dieci giorni di giugno 1940 e la seconda nella decade centrale di luglio, entrambe a ovest di Malta; non avvistò comunque navi avversarie.
Compì anche alcuni agguati difensivi lungo le coste italiane fino alla fine del 1940, quando fu destinato alla Scuola Sommergibili di Pola, per la quale svolse 286 missioni addestrative, oltre ad alcuni pattugliamenti antisommergibile.
In tutto, dall'inizio della guerra all'armistizio, compì 12 missioni offensivo-esplorative, 286 addestrative e 9 di trasferimento, navigando in tutto per 4759 miglia in superficie e 286 in immersione.
In seguito all'armistizio (al momento ne era comandante il capitano di corvetta Mario Resio) si trasferì a Taranto e da lì, nell'ottobre 1943, a Napoli.
Nel gennaio 1944 si spostò poi ad Augusta e due mesi dopo di nuovo a Taranto; svolse ancora attività addestrativa sino al termine del conflitto, quando fu posto in disarmo.
Radiato il 1º febbraio 1948, fu avviato alla demolizione.